# Атака (партія)
Партія Атака (болг. партия Атака) — політична партія в Болгарії націоналістичного спрямування, створена в 2005 році в Софії. На установчому з'їзді були присутні 500 делегатів. Головою партії було обрано відомого журналіста і політика Волена Сидерова.

## Ідеологія партії
Праворадикальна популістська партія воджистського типу, в основі політичної риторики якої лежать націоналістичні, ксенофобські, шовіністичні та антикапіталістичні гасла. Апелює до великого історичного минулого Болгарії та відстоювання національних інтересів болгар. Категорично виступає проти членства Болгарії у Європейському Союзі та НАТО. З лояльністю ставиться до Росії, яку вважають стратегічним партнером Болгарії. Проросійські настрої «Атаки» напряму корелюються з її антиукраїнською позицією.
У числі основних вимог партії:
- націоналізація всіх приватних компаній ;
- посилення фінансування в сфері освіти, охорони здоров'я і соціального забезпечення ;
- • вихід Болгарії з блоку НАТО, відмова від членства в Євросоюзі в разі збереження політики «подвійних стандартів» ЄС;
- боротьба з наслідками глобалізації;
- визнання православ'я як офіційної релігії та підтримка Болгарської православної церкви
- хороші стосунки з РФ

## Програма
Програма артії «Атака» має назву «20 пунктів»:
- Болгарія є мононаціональна, монолітна держава, яка не підлягає поділу по жодному з наступних принципів: віри, етнічності чи культури. Походження чи віросповідання не може стояти вище національної приналежності. Саме тому жодна відмінність від болгарської нації та держави не може мати претензій на відмежування.
- Офіційною мовою в Болгарії є болгарська, а тому в національних ЗМІ, які фінансуються з державного бюджету, не можуть вести мовлення жодною іншою мовою. Заборона та суворе переслідування діяльності етнічних партій та сепаратистських організацій.
- Суворе переслідування за руйнування болгарських національних святинь.
- Охорона здоров'я, соціальні гарантії, освіта, духовність та матеріальні гарантії для болгарської нації є основним пріоритетом для державної влади. Для цього необхідно утриматись від участі у політичних, військових чи інших міжнародних союзів.
- Болгарська держава зобов'язана забезпечити здоров'я, соціальні гарантії і створити умови для духовного та матеріального розвитку для усіх болгар за допомогою усіх наявних у влади ресурсів.
- Будь-який болгарський інвестор, підприємець та виробник має перевагу перед будь-яким іноземним капіталом на шляху до зрівняння його до середньоєвропейських стандартів життя. Болгарське виробництво, торгівля і банки потребують державної підтримки.
- Податки а доходи Болгарії повинні бути скеровані на підтримку незахищених верств населення, а не за рахунок запозичень Міжнародного Валютного Фонду та Світового Банку.
- Приватизація підлягає перегляду.
- Болгарський бізнес, незалежно чи він державний чи приватний, підлягає підтримці як у державі та і за її межами.
- Планування бюджету та перерозподіл бюджетних коштів має відбуватися на користь громадян, а не в інтересах правлячої верхівки. Скорочення адміністративного апарату.
- Програма подолання демографічних спаду серед болгар.
- Негайне виведення наших військ з Іраку.
- Вихід з НАТО. Відмова від участі у військових блоках. Цілковитий нейтралітет. Заборона розташування будь-яких іноземних військових баз на території Болгарії.
- Референдум з будь-яких важливих питань, які стосується більше як 10 % болгарської нації.
- Болгарська земля сільськогосподарського призначення не може бути продана іноземним громадянам за жодних обставин.
- Перегляд закритих домовленостей у переговорах з ЄС та усунення несприятливих для Болгарії умов. Скасування договору про закриття АЕС Козлодуй.
- Припинити болгарську залежність від Міжнародного Валютного Фонду та Світового Банку.
- Проведення операції «Чисті руки». Розслідування прибутків кримінального походження та справ пов'язаних з політичною діяльністю, зокрема справ із зовнішнім боргом.
- Конфіскація незаконно придбаного майна та передача його у фонд надання безкоштовної медичної допомоги. Правове обґрунтування поняття «національна зрада». Суд над національними зрадниками.
- Законодавче закріплення мінімальної зарплати — погодинна оплата, у відповідності до середньоєвропейської.

## Результати виборів

### Національні вибори
- 5 липня 2009 року — отримала 9,36 % голосів, що дозволило мати 21 депутата у Народних Зборах 41-го скликання.
- 12 травня 2013 року партія отримала 7,3 % голосів (258 481 особа), що дозволило мати 23 депутати у діючих Народних Зборах Болгарії 42-го скликання.

### Вибори до Європейського парламенту
- За результатами виборів 4-7 червня 2009 року «Атака» отримала 2 мандати.
- За результатами виборів 22-25 травня 2014 року не зуміла провести жодного свого представника. Партія офіційно відкрила свою виборчу кампанію до Європарламенту у Москві.